# Sterrhoptilus capitalis
El timalí mitrado (Sterrhoptilus capitalis) es una especie de ave paseriforme de la familia Zosteropidae endémica de Filipinas. 

## Distribución y hábitat
Se extiende por el sur y este del archipiélago filipino, distribuido por las islas de Mindanao, Basilán, las Bisayas orientales y centrales. Su hábitat natural son los bosques húmedos tropicales. 